# Кайли (Мошковський район)
Кайли (рос. Кайлы) — село у Мошковському районі Новосибірської області Російської Федерації.
Входить до складу муніципального утворення Кайлінська сільрада. Населення становить 514 осіб (2010).

## Історія
Згідно із законом від 2 червня 2004 року органом місцевого самоврядування є Кайлінська сільрада.

## Населення
| 2002 | 2007 | 2010 |
| ---- | ---- | ---- |
| 583  | ↗610 | ↘514 |